# Vetschauer Mühle

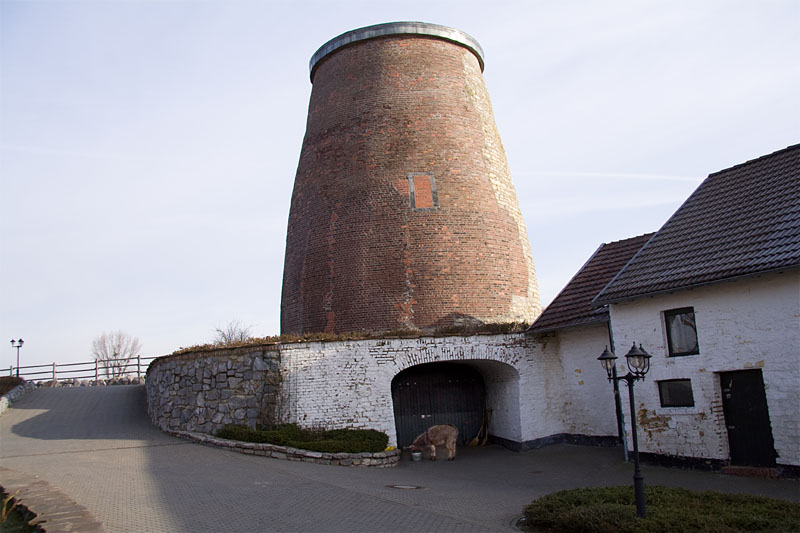
Vetschauer Mühle

De Vetschauer Mühle is een restant van een windmolen in de buurtschap Vetschau, ten westen van Richterich.
De ronde stenen molen werd gebouwd in 1798. In 1850 werd de maalinrichting en het wiekenkruis afgebroken. Dit werd hergebruikt bij de molen Op de Vrouweheide die zich nabij Ubachsberg in Nederland bevindt en in 1858 werd gebouwd.